# 劉賈
| 姓名           | 劉賈                                                             |
| 時代           | 前漢時代                                                         |
| 生没年         | 生年不詳 - 前196年（漢太祖11年）                                 |
| 字・別号       | 〔不詳〕                                                         |
| 本貫・出身地等 | 沛県豊邑中陽里                                                   |
| 職官           | 将軍〔前漢〕                                                     |
| 爵位・号等     | 荊王〔前漢〕                                                     |
| 陣営・所属等   | 劉邦                                                             |
| 家族・一族     | 一族:劉太公〔従父〕 劉伯〔従兄弟〕 劉喜〔従兄弟〕 劉邦〔従兄弟〕 |

劉 賈（りゅう か、? - 紀元前196年）は、秦末から前漢初期にかけての武将。劉邦（高祖）の従兄弟。荊王に封じられた。

## 略歴
楚漢戦争期に、盧綰と共に昌邑で彭越に合流した。間もなく彭越の指示で楚軍の補給基地を襲撃し、成功している。また、項羽配下の大司馬の周殷を説得し、帰順させて漢軍に加えた。
紀元前201年、韓信が謀反の罪で失脚した後、劉邦はその領土を南北に分割し、南部を荊国、北部を楚国と定めた。そして劉賈を荊王に、劉邦の異母弟の劉交を楚王に封じた。
紀元前196年秋、淮南王英布が反乱を起こした際に、軍勢を率いてこれと交戦し、敗死した。彼には嗣子がなかったため、英布討伐に参戦した従子の劉濞が呉王に封じられて、劉賈の後を継ぐ形となった。